# Marcello Piazzano
Marcello Piazzano (Novara, 3 giugno 1977) è un giornalista e conduttore televisivo italiano.

## Biografia
Dal 2004 al 2013 è stato conduttore di vari programmi su Sportitalia tra cui: Aspettando Calciomercato, Focus sul ciclismo (di cui è stato inviato), pallavolo (di cui è stato commentatore della Champions League maschile e femminile), sport invernali e olimpici. 
Dopo la provvisoria chiusura di Sportitalia, nel giugno 2014 dopo una breve pausa, ritorna a Sportitalia con nuovi programmi tra cui SI Mattina e SI Today e la conduzione di SI News.
Prima di Sportitalia, Piazzano ha collaborato con RTL.102.5 per il Tour de France e il Giro d'Italia; ha lavorato per Eurosport, Euronews e RCS Sport.
Dal 1º dicembre 2014 sbarca ad Agon Channel, come inviato da Londra del talent show Leyton Orient condotto da Simona Ventura.
Finito il talent, entra nella redazione di Agon News; in occasione del Giro d'Italia è inviato della redazione.
Dal 15 giugno 2015 conduce Speciale Copa América e Calciomercato dal lunedì al venerdì, in diretta, su Agon Channel.
Da gennaio 2016 è collaboratore di Premium Sport come commentatore di volley. Dal 2021 inizia a partecipare alle live su YouTube del Fantacycling venendo subito amato dagli spettatori di questo canale e mostrando la sua competenza e la sua simpatia. Famosi inoltre i suoi pronostici che sono diventati un tormentone del canale su YouTube.

## Programmi
- SI News
- SI Mattina
- SI Today
- Leyton Orient
- Speciale Copa América e Calciomercato